# Slaveri i Frankrike

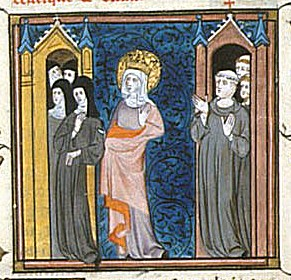
Sankta Balthild.

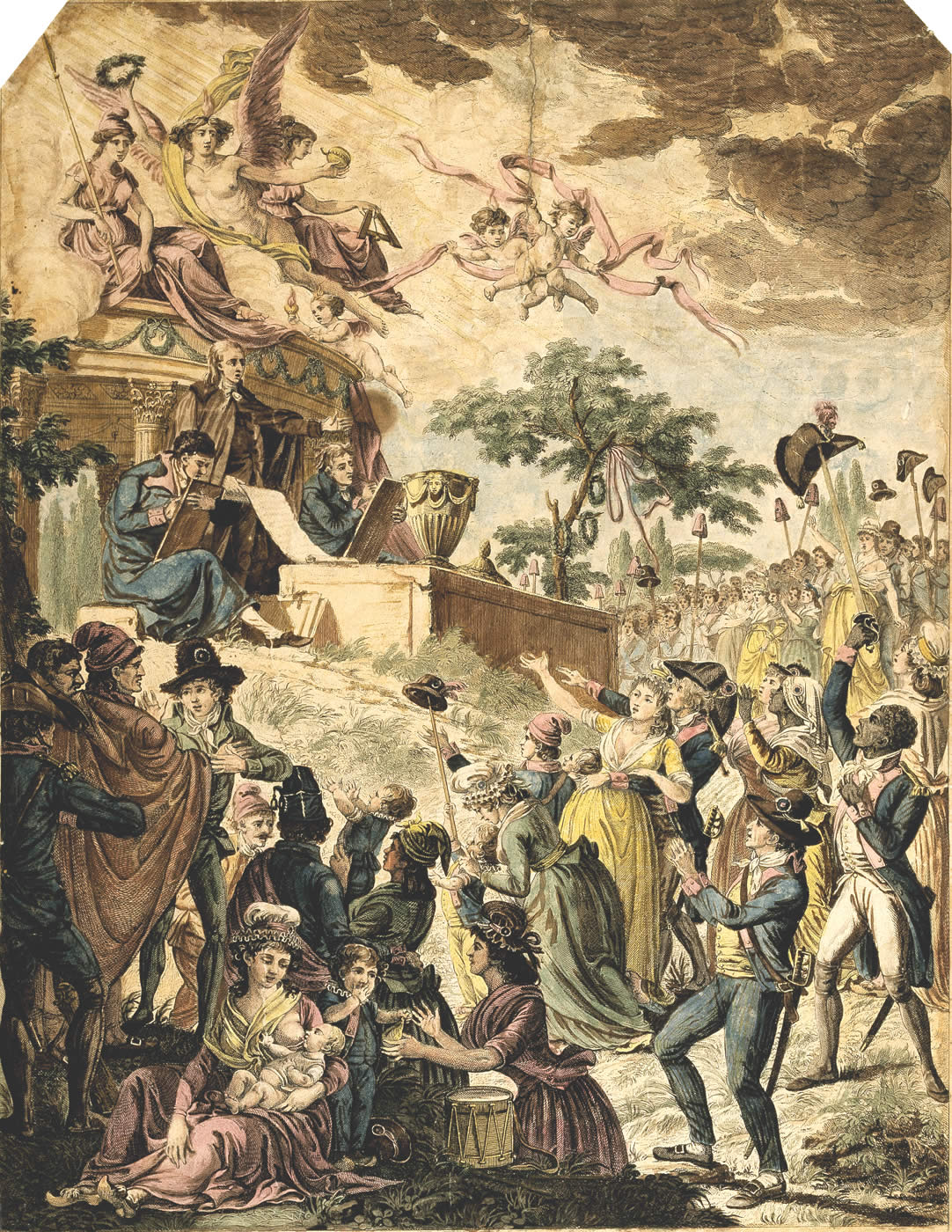
Glädjeyttringar vid tillkännagivandet av slaveriets avskaffande, 30 Pluviôse år II

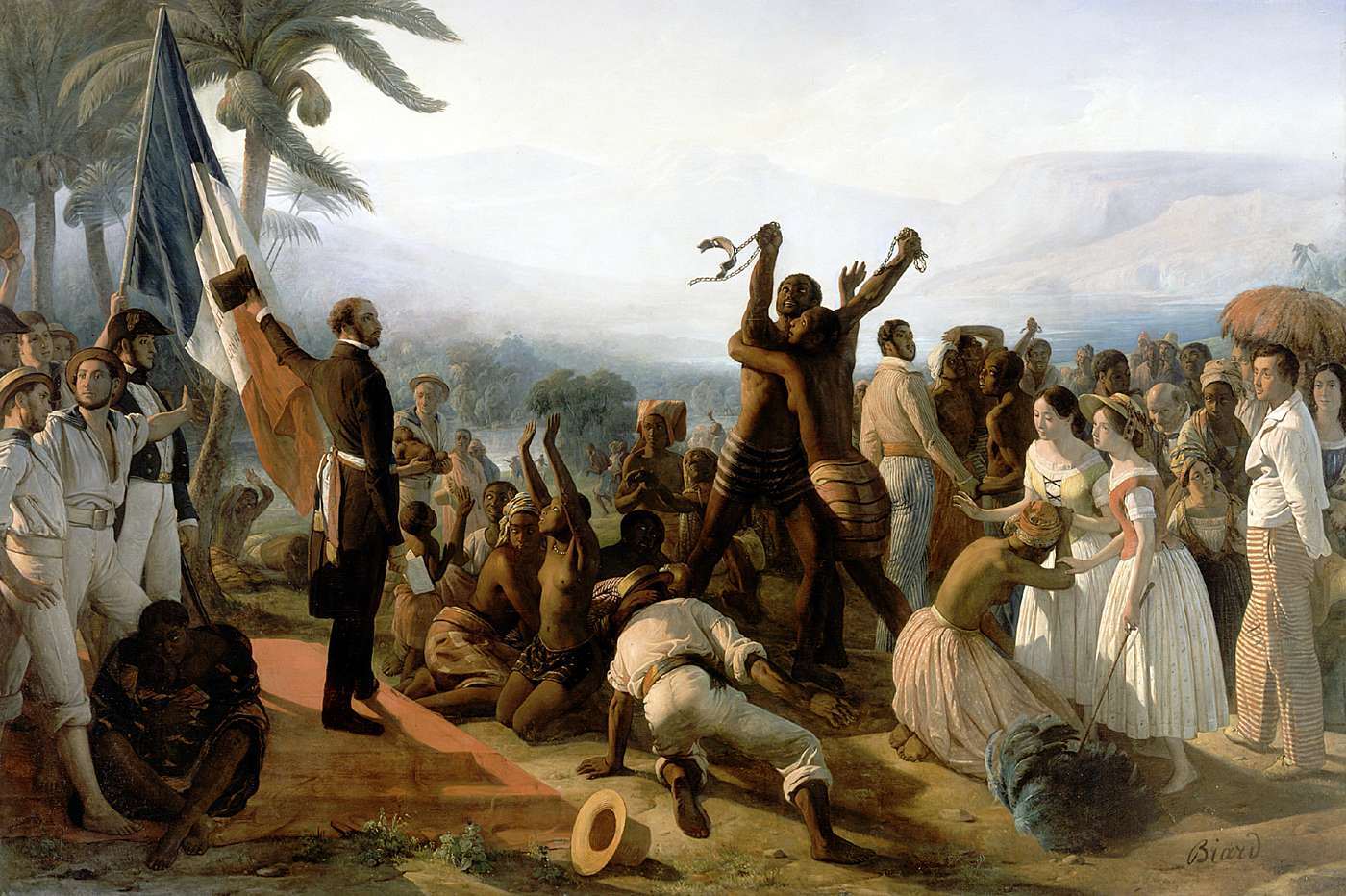
Proclamation of the Abolition of Slavery in the French Colonies, 27 April 1848, 1849, by François Auguste Biard, Palace of Versailles

Slaveri i Frankrike avskaffades under medeltiden. I likhet med många andra europeiska länder, blev det dock senare lagligt i kolonierna, samtidigt som det fortsatte vara olagligt i moderlandet. Det avskaffades i kolonierna 1848. 

## Slaveri i moderlandet

### Slavhandel
Under 900- och 1000-talen deltog Frankrike i handeln med saqalibaslavar från det hedniska Centraleuropa (Polen) till slaveri i al-Andalus; Frankrike fungerade som mellanstation för de slavar som transporterades från slavhandeln i Prag till al-Andalus på Pyreneiska halvön, under vilket flera av slavarna gjordes till eunucker i Verdun.

### Slaveriet
Under merovingerna på 500- och 700-talen spelade slaveri ingen stor roll i Frankrike, men det var fortsatt lagligt och praktiserat sedan antiken. Flera av de merovingiska kungarnas älskarinnor och hustrur var före detta slavar. Slavhandeln är dåligt dokumenterad under denna tid, men det är känt att det pågick en handeln med slavar från brittiska öarna genom Frankrike ända bort till Rom. 
Vid det femte kyrkorådet i Orléans 28 Oktober 549 reglerades slaveriet, bland annat förbjöds kyrkans män från att äga slavar, såvida inte dessa gjort sig skyldiga till brott. 
Vid kyrkorådet i Chalon 24 Oktober 650 reglerades slavhandeln ytterligare. Drottning Balthild, som själva varit slav innan sitt giftermål med kungen, förbjöd under sin tid som sin sons regent 657–664, handel med kristna slavar i Frankrike. 
Slaveriet avskaffades traditionellt i Frankrike 1315. I praktiken tolererades en minoritet slavar i framför allt södra Frankrike, där en del muslimska krigsfångar hölls som slavar i främst Marseilles under 1500-talet, och ofta som galärslavar. Detta var dock ett marginellt fenomen.

## Slaveri i kolonierna

### Slavhandel
Frankrike kom att bli en av de största deltagarna i den transatlantiska slavhandeln. Framför allt Nantes och Bordeaux deltog i denna slavhandel. 

### Slaveriet
Från 1600-talet tilläts slaveriet på franskt territorium igen när det började användas i de franska kolonierna. 
Allmänt ansågs dock slaveriet lagligt i kolonierna samtidigt som det var fortsatt förbjudet i själva Frankrike. Av den orsaken ansågs slavar som togs från de franska kolonierna automatiskt fria så fort de anlände till Frankrike. 
Slaveriet i de franska kolonierna avskaffades under inflytande av Franska revolutionen 1794. Slaveriet i kolonierna återinfördes av Napoleon I år 1802. Slaveriet i de franska kolonierna avskaffades slutgiltigt år 1848.